# Андре Тан
Андре́ Тан (настоящее имя Андрей Николаевич Тищенко, род. 26 октября 1982, Комсомольское, Харьковская область, Украинская ССР) — украинский модельер.

## Биография
Родился 26 октября 1982 года в Украине. В детском возрасте проживал в городе Харькове на улице Павла Тычины (НА ОСНОВЕ) по улице Краснозаводская. В 11 лет начал посещать курсы кройки и шитья. Тогда же придумал псевдоним Андре Тан (Андре — от имени Андрей; Тан — аббревиатура фамилии, имени и отчества). В 1998 году поступил на факультет моделирования Харьковского текстильного техникума, а после окончания — в Киевский университет технологии и дизайна. Позже прошёл обучение на фабрике Hugo Boss в Германии и в St.Martins college of Art в Британии.
Благодаря своей деятельности был занесён в Книгу рекордов Украины как самый молодой дизайнер страны.
Женат на украинской предпринимательнице Алине Харечко. 20 марта 2016 года у пары родилась дочь София.
В мае 2023 года Андре Тан начал обучение по одной из программ в США.

## Карьера
Торговая марка «ANDRE TAN» была создана в 2000 году.
C 2002 года принимает участие в Украинской неделе моды — Ukrainian Fashion Week.
В 2003 году состоялось открытие дизайн студии ANDRE TAN в Киеве.
В 2005 году читатели всемирно известного журнала ELLE признают Андре Тана лучшим дизайнером Украины.
В 2006 году Андре Тан стал одним из немногих украинских дизайнеров, чья коллекция была показана на Moscow Fashion Week.
В 2006 году читатели популярного журнала ELLE во второй раз называют Андре Тана лучшим дизайнером Украины.
На показе «Fall – Winter 2006–2007» представил новое направление в моде — Smart Couture.
В 2006 году стал первым украинским дизайнером, который начал продаваться в Париже.
В 2006 году ANDRE TAN и Roberto Cavalli создали наряды для участниц всемирно известного конкурса красоты Miss Europe 2006.
В 2007 году получает статуэтку «Лучший дизайнер Украины» из рук главного редактора журнала ELLE.
В 2008 году вёл телепередачу «ProFashion».
В 2008 году Андре Тан в четвёртый раз получает звание лучшего дизайнера Украины по версии читателей журнала ELLE.
В 2008 году ANDRE TAN создал школьную форму для украинских детей, которая не смещает рамки дресс-кода, но прививает детям чувство стиля.
С сентября 2010 года участвует в съёмках телепередачи «Большое перевоплощение» на украинском телеканале «1+1».
В 2008 году Андре Тан вновь получает звание лучшего дизайнера Украины по версии читателей журнала ELLE.
В 2011 году состоялся показ коллекции «Джунгли в офисе весна — лето 2012». Лицом линии a.TAN стали две дивы мирового масштаба — Перис Хилтон и Снежана Онопко.
В 2011 году ANDRE TAN запускает линию очков для своей второй линии a.TAN совместно с итальянской фабрикой Atmosphera.
В 2013 году получает звание «самого коммерческого дизайнера» по версии Viva Best Fashion Awards.
В 2015 году Андре Тан получает звание лучшего дизайнера Украины по версии читателей журнала ELLE.
В 2016 году создает коллекцию для украинской сборной для участия в Олимпийских играх.
В 2017 году Андре Тан получает звание «Героя светской хроники» по версии журнала ELLE.
В 2017 году стал одним из судей шоу «Модель XL».
В 2017 году поддержал гуманистическую инициативу UAnimals и обязался не использовать натуральный мех в следующих коллекциях.
В феврале 2018 стал первым дизайнером в Украине, который создал коллекцию одежды для девушек размера Plus-Size.
В октябре 2019 года провёл первый показ в Париже в спальне Аллен Делона и Роми Шнайдер.
В ноябре 2019 года занял пост президента Ukrainian Fashion Council.

## Показы
В 1999 году прошёл первый показ одежды Андре Тана. За следующие 20 лет дизайнер побывал на многих неделях моды не только в своей стране, но и за рубежом:
- 1999 год: показ коллекции вечерних платьев «Мраки».
- 2001 год: международный фестиваль моды «Времена года» — приз в номинации «Прет-а-порте» за коллекцию «Пробуждение Кундалиня»[9].
- 2002 год: бренд ANDRE TAN впервые представлен на Ukrainian Fashion Week. Коллекция «Взгляд извне» победила в конкурсе «Новые имена».
- 2002 год: участие в Международном Конкурсе Молодых Дизайнеров «Русский силуэт», специальный приз от историка моды Александра Васильева (Париж).
- 2006 год: весенне-летняя коллекция «Хочу летать» представлена на Ukrainian Fashion Week.
- 2006 год: осенне-зимняя коллекция «Гламур в библиотеке» представлена на Ukrainian Fashion Week.
- 2006 год: весенне-летняя коллекция «Балет» представлена на Ukrainian Fashion Week и Moscow Fashion Week.
- 2006 год: коллекция ANDRE TAN впервые показана на Berlin Fashion Week, немецкие fashion-критики признают украинского модельера лучшим молодым дизайнером женской одежды pret-a-porte.
- 2007 год: осенне-зимняя коллекция «Космос» представлена на Ukrainian Fashion Week и Moscow Fashion Week.
- 2007 год: новая коллекция ANDRE TAN показана на Gong-Kong Fashion Week, закрывает показ одна из лучших моделей мира Снежана Онопко.
- 2007 год: весенне-летняя коллекция «Небесные ласточки» представлена на Ukrainian Fashion Week.
- 2008 год: осенне-зимняя коллекция «Живопись» представлена на Ukrainian Fashion Week.
- 2008 год: весенне-летняя коллекция «Люди и манекены (Памяти Yves Saint Laurent)» представлена на Ukrainian Fashion Week.
- 2008 год: Андре Тан становится первым украинским дизайнером, чья коллекция показана в одном из богатейших мест мира — азиатском королевстве Бахрейн на Bahrain Fashion Week.
- 2009 год: осенне-зимняя коллекция «Комфортная роскошь» представлена на Ukrainian Fashion Week и Bahrain Fashion Week.
- 2009 год: весенне-летняя коллекция «Night Club» представлена на Ukrainian Fashion Week.
- 2009 год: Андре Тан привозит свою коллекцию на Riga Fashion Week.
- 2017 год: показ коллекции «I’M PRESIDENT» в рамках Ukrainian Fashion Week.
- 2018 год: показ коллекции, посвящённой евроинтеграции в рамках Ukrainian Fashion Week.
- 2019 год: провёл показ коллекции первой линии «Atelier» в Украинском культурном центре в Париже, в спальне Ален Делона и Роми Шнайдер; провёл показ детской коллекции Andre TAN KІDS.

## Награды
- 2001 год: специальный приз Международного Конкурса Молодых Дизайнеров «Сезоны моды — Погляд у майбутнє».
- 2005 год: читатели журнала ELLE признают Андре Тана лучшим дизайнером Украины.
- 2005 год: Пако Рабан объявляет Андре Тана победителем конкурса круизных коллекций 10x10.
- 2006 год: читатели журнала ELLE во второй раз называют Андре Тана лучшим дизайнером Украины.
- 2006 год: звание лучшего дизайнера Украины по версии «Best Ukrainian Awards 2006».
- 2007 год: статуэтку «Лучший дизайнер Украины» Андре Тан получает из рук главного редактора журнала «ELLE».
- 2008 год: Андре Тан в четвёртый раз получает звание лучшего дизайнера Украины по версии читателей журнала ELLE.
- 2008 год: Андре Тан становится обладателем звания «Дизайнер одежды года», по результатам рейтинга «Фавориты Успеха — 2008», определяющего уровень популярности и доверия общественности к брендам.
- 2011 год: 1-е место в рейтинге журнала Фокус «20 самых успешных украинских дизайнеров одежды».
- 2017 год: награда «Открытие года».
- 2017 год: награда Elle Style Awards.
- 2017 год: Best Fashion Awards «Бизнес-прорыв».
- 2018 год: Pink Awards. «Бренд года».
- 2019 год: награда «Гордость Украины. Мужчины».
- 2019 год: награда «Дизайнер года» по версии журнала «Натали».
- «Самый успешный бренд года» по версии журнала «Pink».

## Коллаборации
- 2006 год: ANDRE TAN и Roberto Cavalli создают наряды для участниц конкурса красоты «Miss Europe 2006».
- В 2011 году ANDRE TAN запускает линию очков для своей второй линии a.TAN совместно с итальянской фабрикой «Atmosphera».
- В декабре 2016 года — капсульная коллекция ярких носочков DUNA by Andre Tan.
- В октябре 2017 года выпустил коллекцию одежды совместно с главным редактором журнала «ELLE» Соней Забугой под названием «TaN by Sonya Zabuga».
- В марте 2019 года создал коллекцию свадебных платьев совместно с Ириной Котапской под названием «IRYNA KOTAPSKA by ANDRE TAN».
- В феврале 2019 года выпустил коллекцию очков с Luxoptica Sunderson by ANDRE TAN SS’19.
- В апреле 2019 года создал совместную коллекцию детской обуви «Liya By ANDRE TAN».
- В июне 2019 года создал сумки-шоперы для благотворительного проекта «#чашкакофе» с Дмитрием Комаровым.
- В сентябре 2019 создал коллаборационную коллекцию с певицей Ольгой Поляковой под названием «Королева Ночи».

## ТВ-проекты и шоу-программы
- 2017 «Модель XL»
- 2018 «Поверніть мені красу»
- 2019 комедійний фільм «Продюсер»
- «Взвешенные и счастливые»
- «Кто против блондинок»
- «Кто сверху»
- «Без паники»
- «Завтрак с Украиной»
- «Сніданок з 1+1»
- «Ліга сміху»